# Крижиц
Крижиц је насељено место у саставу општине Иванска у Бјеловарско-билогорској жупанији, Република Хрватска.

## Историја
До територијалне реорганизације у Хрватској налазио се у саставу старе општине Чазма.

## Становништво
На попису становништва 2011. године, Крижиц је имао 198 становника.

## Попис1991.
На попису становништва 1991. године, насељено место Крижиц је имало 239 становника, следећег националног састава:
| Попис 1991.‍  | Попис 1991.‍  | Попис 1991.‍ | Попис 1991.‍ | Попис 1991.‍ |
| ------------ | ------------ | ----------- | ----------- | ----------- |
|              |              |             |             |             |
| Хрвати       | Хрвати       |             | 234         | 97,90%      |
| Југословени  | Југословени  |             | 1           | 0,41%       |
| Чеси         | Чеси         |             | 1           | 0,41%       |
| неопредељени | неопредељени |             | 1           | 0,41%       |
| непознато    | непознато    |             | 2           | 0,83%       |
| укупно: 239  |              |             |             |             |